# Bộ Khoa học và Công nghệ (Việt Nam)
Bộ Khoa học và Công nghệ là cơ quan của Chính phủ nước Cộng hòa xã hội chủ nghĩa Việt Nam thực hiện chức năng quản lý nhà nước về hoạt động nghiên cứu khoa học, phát triển công nghệ, đổi mới sáng tạo, phát triển công nghệ cao, công nghệ chiến lược, phát triển tiềm lực khoa học và công nghệ; sở hữu trí tuệ; tiêu chuẩn đo lường chất lượng; năng lượng nguyên tử, an toàn bức xạ và hạt nhân; bưu chính; viễn thông; tần số vô tuyến điện; công nghiệp công nghệ thông tin, công nghiệp công nghệ số; ứng dụng công nghệ thông tin; giao dịch điện tử; chuyển đổi số quốc gia; quản lý nhà nước đối với các dịch vụ công thuộc ngành, lĩnh vực quản lý của bộ theo quy định của pháp luật.

## Lịch sử
- Sắc lệnh số 016-SL ngày 4/3/1959 của Chủ tịch nước Việt Nam Dân chủ Cộng hòa thành lập Ủy ban Khoa học Nhà nước
- 1965, Ủy ban Khoa học Nhà nước tách thành 2 cơ quan: Ủy ban Khoa học và Kỹ thuật Nhà nước và Viện Khoa học Xã hội Việt Nam
- 1990, Ủy ban Khoa học và Kỹ thuật Nhà nước đổi tên lại thành Ủy ban Khoa học Nhà nước
- 12/10/1992 đổi tên thành Bộ Khoa học, Công nghệ và Môi trường
- 8/2002, chính thức thành lập Bộ Khoa học và Công nghệ
- Ngày 18 tháng 2 năm 2025, Bộ Thông tin và Truyền thông sáp nhập, hợp nhất với Bộ Khoa học và Công nghệ, theo Nghị quyết của Quốc hội Việt Nam trong phiên họp không thường kỳ.[3]

## Chức năng nhiệm vụ
Bộ Khoa học và Công nghệ thực hiện nhiệm vụ, quyền hạn theo quy định tại Nghị định số 123/2016/NĐ-CP ngày 1/9/2016 của Chính phủ quy định chức năng, nhiệm vụ, quyền hạn và cơ cấu tổ chức của bộ, cơ quan ngang bộ, Nghị định số 101/2020/NĐ-CP ngày 28/8/2020 của Chính phủ sửa đổi, bổ sung một số điều của Nghị định số 123/2016/NĐ-CP và những nhiệm vụ, quyền hạn cụ thể.
Về hoạt động khoa học, công nghệ và đổi mới sáng tạo, Bộ Khoa học và Công nghệ có nhiệm vụ chỉ đạo thực hiện phương hướng, mục tiêu, nhiệm vụ khoa học, công nghệ và đổi mới sáng tạo 05 năm và hằng năm, thúc đẩy việc phát triển các ngành, lĩnh vực kinh tế - kỹ thuật trọng điểm trên cơ sở ứng dụng, đổi mới và làm chủ công nghệ, phát triển công nghệ mới, công nghệ cao và thương mại hóa công nghệ, kết quả nghiên cứu khoa học và phát triển công nghệ.
Hướng dẫn các bộ, ngành, địa phương xây dựng và thực hiện kế hoạch khoa học, công nghệ và đổi mới sáng tạo 05 năm, hằng năm và chuyên môn, nghiệp vụ quản lý hoạt động khoa học, công nghệ và đổi mới sáng tạo.
Tổ chức thực hiện việc chứng nhận các hoạt động công nghệ cao; quy định điều kiện đối với cơ sở ươm tạo công nghệ cao, ươm tạo doanh nghiệp công nghệ cao; quy định thẩm quyền, điều kiện, thủ tục xác nhận cơ sở đào tạo nhân lực công nghệ cao; xây dựng cơ sở dữ liệu, hạ tầng thông tin về công nghệ cao, hạ tầng kỹ thuật công nghệ cao thuộc phạm vi thẩm quyền của bộ; xây dựng trình Chính phủ ban hành quy định về khu công nghệ cao, định hướng các ngành công nghệ cao được ưu tiên đầu tư phát triển trong từng thời kỳ, danh mục công nghệ ưu tiên nghiên cứu, phát triển và ứng dụng để chủ động tham gia cuộc cách mạng công nghiệp lần thứ 4 và cơ chế, chính sách phát triển công nghệ cao, khu công nghệ cao.
Hướng dẫn, đăng ký hoạt động đối với các tổ chức khoa học và công nghệ, quỹ phát triển khoa học và công nghệ, quỹ đổi mới công nghệ, quỹ đầu tư mạo hiểm công nghệ cao; chứng nhận hoạt động đối với tổ chức, cá nhân hoạt động công nghệ cao, doanh nghiệp công nghệ cao theo quy định của pháp luật.
Hỗ trợ tổ chức, cá nhân đánh giá công nghệ, đổi mới công nghệ, tìm kiếm công nghệ, nhập khẩu công nghệ, khai thác sáng chế, giải mã và làm chủ công nghệ; hướng dẫn, đánh giá trình độ, năng lực công nghệ và xây dựng định hướng phát triển công nghệ, lộ trình đổi mới công nghệ quốc gia theo quy định của pháp luật...
Về sở hữu trí tuệ, Bộ Khoa học và Công nghệ có nhiệm vụ chủ trì, phối hợp với các bộ, ngành và địa phương xây dựng, hướng dẫn và tổ chức thực hiện cơ chế, chính sách, chiến lược, quy hoạch, kế hoạch, chương trình, đề án về sở hữu trí tuệ.
Xây dựng, hướng dẫn, tổ chức thực hiện và kiểm tra việc thực hiện các quy định của pháp luật về sở hữu trí tuệ; quy định quy trình, thủ tục đăng ký, xác lập và chuyển giao quyền sở hữu công nghệ của tổ chức, cá nhân.

## Lãnh đạo hiện nay
- Bộ trưởng: Nguyễn Mạnh Hùng, Ủy viên Trung ương Đảng, Bí thư Đảng ủy[4]
- Thứ trưởng:

1. Bùi Thế Duy, Ủy viên dự khuyết Trung ương Đảng
2. Lê Xuân Định
3. Hoàng Minh
4. Bùi Hoàng Phương
5. Phạm Đức Long, Phó Bí thư Thường trực Đảng ủy

## Tổ chức Đảng
- Xem thêmː Đảng ủy Bộ Khoa học và Công nghệ

## Cơ cấu tổ chức

### Các đơn vị hành chính và đơn vị sự nghiệp phục vụ thực hiện chức năng quản lý nhà nước
(Theo Điều 3, Nghị định 55/2025/NĐ-CP ngày 2 tháng 3 năm 2025 của Chính phủ và Khoản 12, Điều 4, Nghị định số 109/2025/NĐ-CP ngày 20 tháng 5 năm 2025 của Chính phủ)
Các đơn vị hành chính thực hiện chức năng quản lý nhà nước
- Vụ Bưu chính
- Vụ Đánh giá và Thẩm định công nghệ
- Vụ Khoa học kỹ thuật và công nghệ
- Vụ Khoa học Xã hội, Nhân văn và Tự nhiên
- Vụ Kinh tế và Xã hội số
- Vụ Kế hoạch - Tài chính
- Vụ Hợp tác quốc tế
- Vụ Pháp chế
- Vụ Tổ chức cán bộ
- Văn phòng bộ
- Cục An toàn bức xạ và hạt nhân
- Cục Bưu điện Trung ương
- Cục Công nghiệp công nghệ thông tin
- Cục Chuyển đổi số quốc gia
- Cục Đổi mới sáng tạo
- Cục Khởi nghiệp và Doanh nghiệp công nghệ
- Cục Sở hữu trí tuệ
- Cục Tần số vô tuyến điện
- Cục Thông tin, Thống kê
- Cục Viễn thông
- Ủy ban Tiêu chuẩn Đo lường Chất lượng Quốc gia

Các đơn vị sự nghiệp
- Học viện Chiến lược Khoa học và Công nghệ
- Báo VnExpress
- Trung tâm Công nghệ thông tin

### Các đơn vị sự nghiệp khác[5]
- Viện Khoa học và Công nghệ Việt Nam - Hàn Quốc
- Viện Năng lượng nguyên tử Việt Nam
- Viện Ứng dụng Công nghệ
- Viện Sở hữu trí tuệ quốc gia
- Văn phòng Đăng ký hoạt động Khoa học và Công nghệ
- Nhà xuất bản Khoa học và Kỹ thuật
- Quỹ Phát triển khoa học và công nghệ Quốc gia
- Quỹ đổi mới công nghệ quốc gia
- Trung tâm Nghiên cứu và Phát triển hội nhập khoa học và công nghệ quốc tế (VISTIP)
- Trung tâm Truyền thông Khoa học và Công nghệ
- Học viện Công nghệ Bưu chính Viễn thông

### Các doanh nghiệp
- Công ty Công nghệ Điện tử, Cơ khí và Môi trường (EMECO)
- Công ty Cổ phần Phát triển Đầu tư Công nghệ (FPT)
- Công ty Cổ phần Sở hữu Công nghiệp (INVESTIP)
- Công ty Cổ phần Ứng dụng Khoa học và Công nghệ (MITEC)
- Công ty Xuất nhập khẩu Công nghệ mới (NACENIMEX)
- Công ty Cổ phần Xuất nhập khẩu Kỹ thuật (TECHNIMEX)

## Danh hiệu
- Huân chương Sao Vàng (2009)
- Huân chương Hồ Chí Minh (2004)
- Huân chương Độc lập hạng nhất (1999)

## Thứ trưởng qua các thời kỳ
- Chu Hảo (1996-2005)
- Hoàng Văn Huây (1998-2008)

## Bê bối

### Vụ nâng khống giá kit test COVID-19 xảy ra tại công ty Việt Á
Trong bối cảnh đại dịch COVID-19, thông tin "WHO chấp thuận kit test của Công ty Việt Á" được đăng tải trên website chính thức của Bộ vào ngày 26 tháng 4 năm 2020. Đến ngày 20 tháng 12 năm 2021, thông tin này bị gỡ bỏ.  Đại diện Bộ Khoa học và Công nghệ cho biết do có sự sai sót về mặt thông tin nên gỡ bài. Thực chất WHO mới chỉ "chấp thuận đưa kit test này vào quy trình đánh giá xem xét sử dụng" không phải "chấp thuận sử dụng". Đến ngày 20/10/2020, WHO công bố báo cáo công khai về đánh giá sử dụng khẩn cấp của WHO thẩm định bộ xét nghiệm COVID-19 của Việt Á là "Không được chấp nhận". Trước đó vụ thông đồng thổi giá kít xét nghiệm COVID-19 để nhận hoa hồng gần 30 tỷ đồng của Giám đốc CDC Hải Dương Phạm Duy Tuyến thông đồng với Công ty Cổ phần Công nghệ Việt Á đã bị phanh phui.